# Noia (comarca)
Noia è una comarca della Spagna, situata nella comunità autonoma di Galizia ed in particolare nella provincia della Coruña.